# Мансуров, Зиннур Музипович
Зиннур Музипович Мансуров (тат. Зиннур Мөҗип улы Мансуров; род. 15 июля 1949, Нижняя Ошма, Мамадышский район, Татарская АССР, РСФСР, СССР) — советский и российский татарский поэт, журналист, публицист. Народный поэт Республики Татарстан (2014), заслуженный деятель искусств Республики Татарстан (1994). Лауреат Государственной премии Республики Татарстан имени Габдуллы Тукая (2009).

## Биография
Зиннур Музипович Мансуров родился 15 июля 1949 года в деревне Нижняя Ошма Мамадышского района Татарской АССР. Из семьи крестьянина-колхозника.
По окончании средней школы в родном селе в 1966 году, работал механизатором в колхозе «Кызыл флаг» Мамадышского района. В 1967 году поступил на отделение татарского языка и литературы историко-филологического факультета Казанского государственного университета имени В. И. Ленина, который окончил в 1974 году. После получения образования был призван в Советскую армию, отслужил два года в Биробиджане и получив офицерское звание. Вернувшись в Казань, занялся журналистикой. Так, сначала работал специальным корреспондентом отдела литературы и искусства газеты «Социалистик Татарстан», а затем в 1983—1986 годах — редактором художественного отдела журнала «Казан утлары». В 1986—1990 годах занимал пост главного редактора по художественному вещанию Гостелерадио ТАССР.
Член Союза писателей СССР (Татарстана) с 1982 года. Является членом Союза писателей России, Татарского пен-центра. В 1990—1995 годах занимал должность заместителя председателя правления СП РТ. В 1995 году стал первым главным редактором газеты «Мәдәни Җомга», образованной по постановлению правительства Татарстана. Пробыл на этой должности до 2014 года, когда был сменён В. Имамовым. Одновременно, возглавил мастерскую поэзии при СП РТ, избирался членом правления Союза. В 2021 году был ведущим съезда СП РТ, на котором был снова переизбран в правление.
Удостоен почётных званий заслуженного деятеля искусств (1994 год) и народного поэта Республики Татарстан (2014 год). В 2009 году получил Государственную премию Республики Татарстан имени Габдуллы Тукая. Также является лауреатом литературных премий имени Шайхи Маннура (1995), Хади Атласи (2005), Гаяза Исхаки (2016).

## Очерк творчества

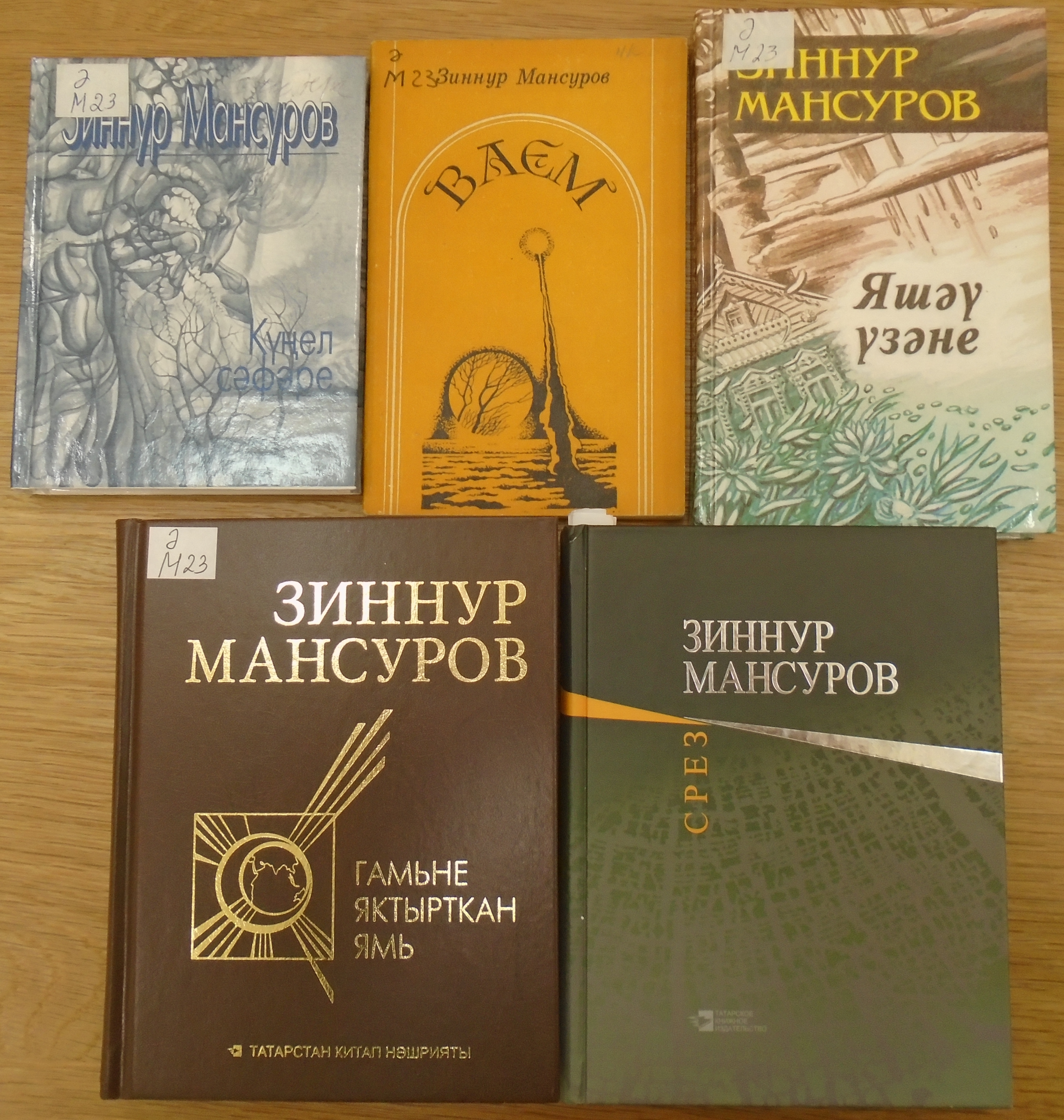
Некоторые книги Мансурова

Первые поэтические опыты Мансурова публиковались в газете для детей и юношества «Яшь ленинчы», а в 1970 году ряд его стихотворений были помещены в сборники «Иркен минем туган илем» («Свободная родина моя») и «Беренче карлыгачлар» («Первые ласточки»). Наконец, в 1979 году Мансуров выпустил свой первый собственный сборник стихов под названием «Кул бирәм» («Даю руку»). Книга была хорошо принята в литературном сообществе, получив положительную оценку со стороны уже опытных поэтов, в частности, С. Хакима, А. Баяна, Р. Файзуллина.
Мансуров является лирическим поэтом и даже в своих публицистических стихотворениях, посвященных проблемам повседневности, он выражает свои мысли посредством лирических образов. По оценкам критиков, поэзия Мансурова отличается искренностью чувств и философской осмысленностью, он умеет находить новые стороны обыденных вещей как в жизни, так и в природе. Лирический герой Мансурова осмысляет темы верности долгу, чести, любви, озабочен судьбами родины и народа. Своеобразным напутствием в поэтическом творчестве он воспринял строки А. Пушкина «Мансуров, закадычный друг, надень венок терновый», которые выбрал эпиграфом к одному из своих лучших стихотворений.
Литературное творчество Мансурова отличается многогранностью, в частности, вместе с лирическими, публицистическими и афористическими поэтическими опытами, он умело освоил сюжетное стихотворение, а также успешно работает в жанре поэмы. Особо критикой отмечена поэма «Ике егълау» («Два плача»), в которой в виде символических монологов от первого лица описаны внутренние переживания исторических персонажей, двух женщин — Сююмбике и Ярославны, пленницы Ивана Грозного и жены князя Игоря, соответственно — их истории представлены в качестве причин «вселенского плача», всех сегодняшних современных проблем. В числе поэм, привлёкших внимание читателя своим идейно-эстетическим звучанием и новыми открытиями в области стихотворной формы, выделяются, в частности, «Тоньше струны, острее меча», «Огонь, или Страницы из летописи войны Хайрутдина Музая», «Поиски пророка», ставшие классикой современной татарской поэзии. Язык произведений Мансурова часто наполнен арабскими словами и фарсизмами, поэт активно обращается к татарскому фольклорному наследию. Среди его стихотворений также часто встречается любовная лирика, в которой Мансуров как возвеличивает женскую красоту и описывает радости любви, так и проводит мысль о том, что это чувство есть и высокая ответственность.
Мансуров является автором следующих сборников стихов — «Кул бирәм» («Даю руку», 1979), «Йөз суы» («Достоинство», 1983), «Ваем» («Заботы совести», 1988), «Яшәү үзәне» («Долина жизни», 1998), «Күңел сәфәре» («Караваны души», 1999), «Җәрәхәтле йөрәк җылырак» («Теплее греет раненое сердце», 2003). Многие из них переведены на русский, английский, турецкий, казахский, а также ряд других языков. По стихотворениям Мансурова создан ряд теле- и радиоспектаклей, а также музыкальных произведений. Первый сборник переводов на русском языке под названием «Тысячелистник» был выпущен в 1983 году в Москве издательством «Современник», а второй — «Душицы белый запах» — в 1991 году в Казани. Очередная переводная книга готовилась к выходу в издательстве «Советский писатель», но после распада СССР набор был рассыпан, хоть отдельные произведения в последующем выходили в разных журналах. В итоге, сборник под названием «Срез» вышел в 2010 году, получив положительную оценку критики. Мансуров также написал несколько книг стихов для детей, а в 1989 и 1993 годах издал два больших сборника татарских народных песен.

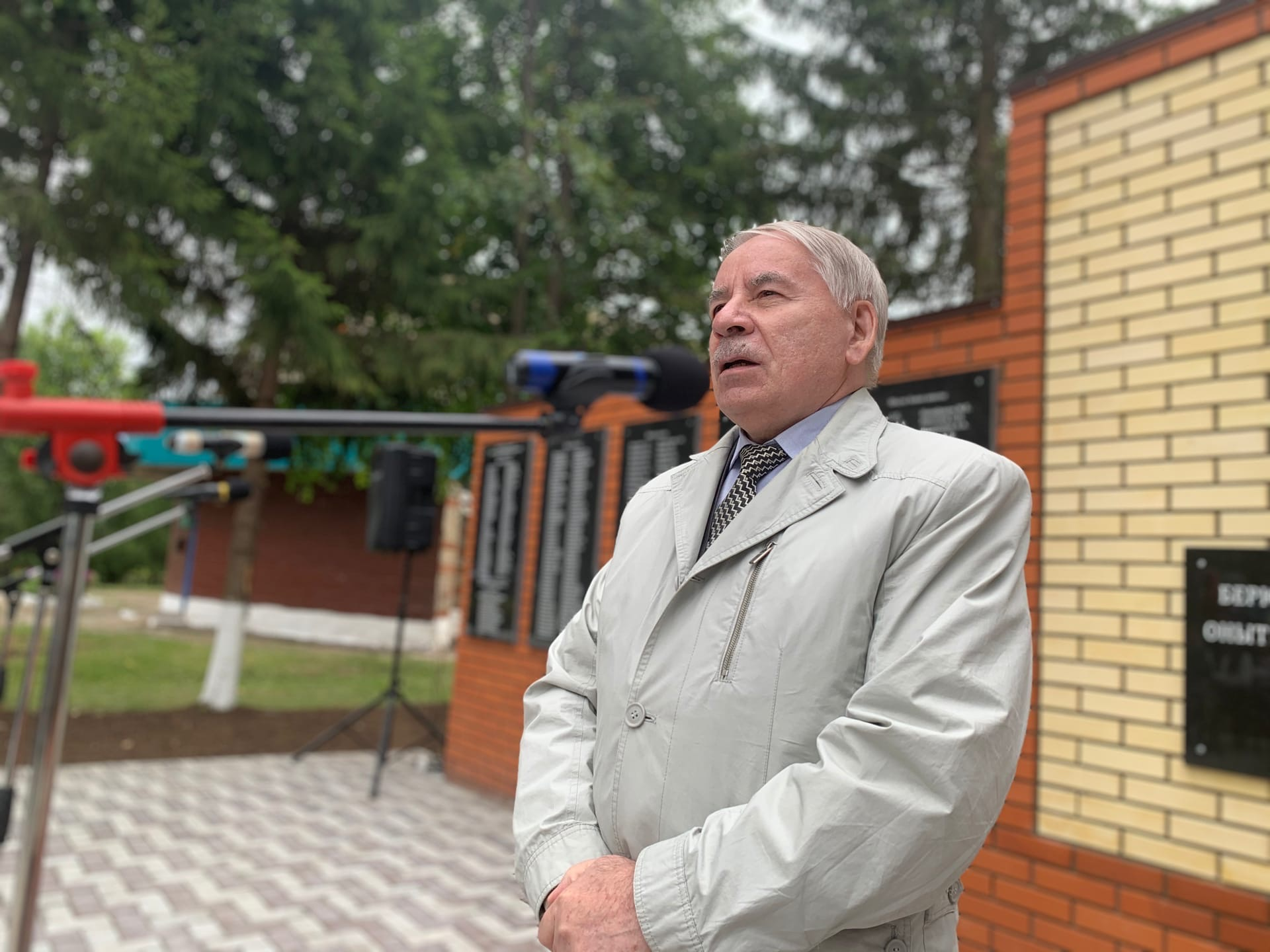
Выступление Зиннура Мансурова, 2020 год

Мансуров известен своей деятельностью в области публицистики. Он является автором многочисленных статей по вопросам литературы, песенного и музыкального творчества, проблемам культуры и общественно-политической жизни, очерков о деятелях искусства, эссе с критикой отдельных литературных произведений. Ряд статей помещены в сборники «Юлын белгән арымас» («Идти навстречу жизни», 1989) и «Күңелдә фидаи яшәсә» («Душа самоотверженностью полна», 2006), в которых творчество поэтов разных поколений рассматривается в общекультурном мировом контексте. Особое место в творчестве Мансурова занимает Г. Тукай, которому он посвятил ряд своих стихов, а также множество литературно-публицистических статей. Будучи знатоком творчества поэта, он в течение нескольких лет вёл соответствующий тематический цикл в газете «Мәдәни Җомга», а также занимался составлением тукаевского кодекса жизни татарина.
По итогам таких исследований, в 2014 году вышел сборник «Тукай белән әңгәмәләр» («Беседы с Тукаем»), удостоенный республиканской премии «Книга года». Примечательно, что прочтение этой работы Мансурова сподвигло генерального директора компании «Таттелеком» Л. Шафигуллина к идее создания скульптурного парка по произведениям Тукая при музейном комплексе в Новом Кырлае, который был открыт в 2016 году. В том же году на татарском, русском и английском языках вышел в свет «Татарский кодекс по Тукаю», который по словам самого Мансурова, «подобен учебнику жизни, где собраны советы и правила, помогающие воспитывать новое поколение в духе истинного патриотизма. Одним из читателей этой книги оказался президент Республики Татарстан Р. Минниханов, доверенным лицом которого Мансуров стал в 2020 году.
Относительно недавно вышла в свет работа Зиннура Мансурова «Татарский кодекс по Тукаю», основанная на творчестве гения татарской литературы. В нём верно подмечено: учиться – значит служить своему народу. Просвещение требует постоянного самосовершенствования, развития и упорного труда. Не полагаясь на мнение со стороны, а руководствуясь богатыми знаниями и накопленным опытом, мы можем сами на их основе выстраивать своё надёжное будущее.Рустам Минниханов,  2020 год.

## Награды
Звания
- Почётное звание «Заслуженный деятель искусств Республики Татарстан» (1994 год)[50][1].
- Почётное звание «Народный поэт Республики Татарстан» (2014 год)[51].

Почести
- Медаль «За доблестный труд» (2019 год) — за большой вклад в развитие татарской литературы и многолетнюю творческую деятельность[52].
- Медаль «100 лет образования Татарской Автономной Советской Социалистической Республики» (2021 год) — за существенный вклад в сохранение и приумножение культурно-духовного наследия Республики Татарстан[53].
- Почётная грамота Республики Татарстан (1999 год)[1][2].

Премии

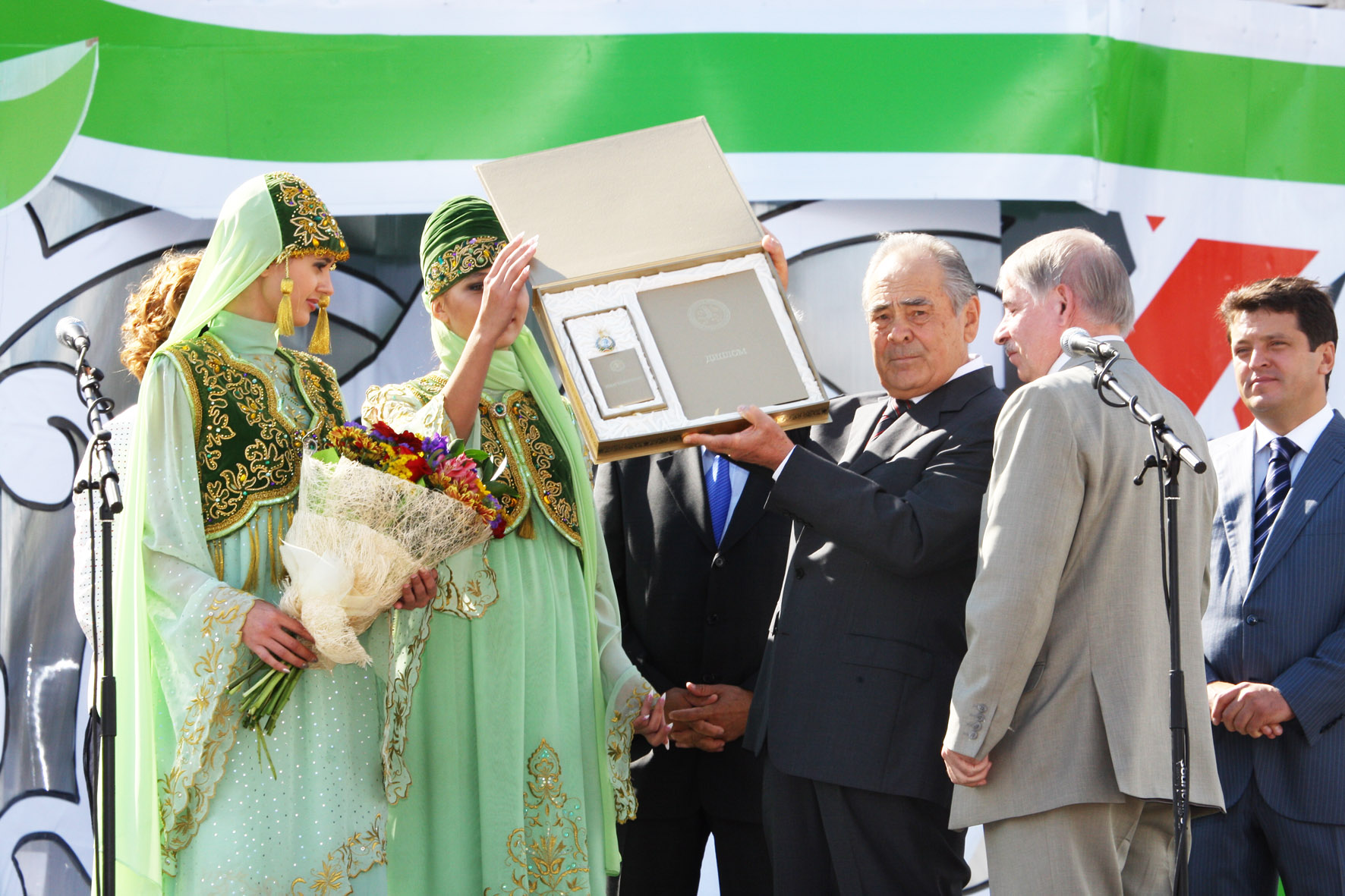
На вручении премии Тукая, 2009 год

- Литературная премия имени Шайхи Маннура (1995 год)[5][54].
- Литературная премия имени Хади Атласи (2005 год)[6][7].
- Государственная премия Республики Татарстан имени Габдуллы Тукая (2009) — за сборник стихов и поэм «Җәрәхәтле йөрәк җылырак» («Теплее греет раненое сердце»), Татарское книжное издательство, Казань, 2003 год, и книгу «Күңелдә фидаи яшәсә» («Душа беззаветности полна»), издательство «Магариф», Казань, 2006 год[55]. Вручена президентом Республики Татарстан М. Шаймиевым на церемонии на площади перед Татарским государственным академическим театром имени Г. Камала[56].
- Литературная премия имени Гаяза Исхаки (2016 год)[19][57].
- Премия ТЮРКСОЙ «Литератор года» (2017 год)[58][59].

## Личная жизнь
Жена — Роза, есть сын и дочь. Живёт в Казани.